# A.L.F.A 40/60 HP
A.L.F.A 40/60 HP — автомобиль производства компании A.L.F.A. Фирма производила данную модель девять лет, с 1913 по 1922 год.

## История
Автомобиль производился как для гонок, так и для дорожных условий. 40/60 HP был разработан самим Джузеппе Мерози, как и остальные модели компании в то время.
Также было создано несколько модификаций: 40/60 Corsa, который имел двигатель 73 л. с. (54 кВт), а максимальная скорость составляла 137 км/ч. Данная модификация известна тем, что на ней были выиграны гонки Парма — Берчето.
В 1914 с участием Марко Рикотти был разработан прототип 40/60 HP Aerodinamica. Автомобиль данной модификации мог развивать скорость до 139 км/ч.
Производство и доработки автомобиля 40/60 прекратили, когда началась Первая мировая война, после её окончания производство возобновили. Была создана новая модификация модели автомобиля 40/60 Corsa с двигателем 82 л. с., что позволяло разгонять авто до 150 км/ч. На автомобиле данной модификации гонщик Джузеппе Кампари выиграл гонки на трассе в Муджелло два года подряд, в 1920 и 1921 году.
В 1913 году кузовное ателье Castagna по проекту инженера Рикотти построило на базе 40/60 HP автомобиль с необычным кузовом каплевидной формы, ставший, по сути, прототипом «однообъёмников». Окна в нем были похожи на иллюминаторы, а салон делился на 2 отсека: спереди сидел водитель и один пассажир, сзади располагался диван для трех пассажиров. Подвеска колес была зависимая, на полуэллиптических рессорах.